# Hermann Bohnacker
Hermann Bohnacker (geboren 24. November 1895 in Heilbronn; gestorben 28. März 1979 in Altshausen) war ein deutscher Richter und Funktionär der NSDAP in Ravensburg und im besetzten Polen.

## Leben
Hermann Bohnackers Vater war Bezirksschulrat in Ravensburg. Nach dem Abitur kam er als Kriegsfreiwilliger an die Westfront, erlitt jedoch eine schwere Verletzung. Ab 1916 studierte er Rechts- und Staatswissenschaften in Freiburg im Breisgau, Straßburg, Tübingen und München. Seit dem Wintersemester 1916/17 war er Mitglied der Studentenverbindung Turnerschaft Hohenstaufia Tübingen. Er wurde 1923 an der Universität Tübingen mit einer staatsrechtlichen Dissertation zum Staatsoberhaupt in der Weimarer Republik promoviert. Nach dem Referendariat war er ab 1923 zwei Jahre lang Rechtsanwalt in Hechingen und wurde dann in den Staatsdienst übernommen. Er durchlief die Richterlaufbahn und wurde zum Landgerichtsrat am Landgericht Ravensburg befördert.
Bohnacker engagierte sich in rechtsradikalen Verbänden und Parteien. Er war von 1915 bis 1928 Mitglied im Alldeutschen Verband, 1917 Mitglied der Deutschen Vaterlandspartei, 1919 bis 1922 im Deutsch-Völkischen Schutz- und Trutzbund, 1923/24 Mitglied der dann verbotenen NSDAP, 1924 bis 1928 Mitglied im Bund Wiking, von 1924 bis 1930 Mitglied der DNVP. Zwischen 1927 und 1932 schrieb er mehrere Beiträge über den völkischen Ideologen Ludwig Schemann für die Zeitschrift Bayreuther Blätter. Nach der Machtübergabe an die Nationalsozialisten trat er zum 1. Mai 1933 erneut der NSDAP bei (Mitgliedsnummer 2.090.761) und übernahm in ihr viele Wahlämter: Bohnacker wurde Blockleiter, Kreisschulungsredner, Kreisrechtsamtsleiter der NSDAP, Rechtsberater der SA. Als Kreisgruppenführer im NSRB nahm er Einfluss auf die Personalentscheidungen im Ravensburger Landgericht und sorgte für seine eigene Beförderung zum Vorsitzenden des regionalen Anerbengerichts. 1937 wurde er als Dozent an das Gemeinschaftslager „Hanns Kerrl“ nach Jüterbog abgeordnet, die Referendarausbildung wurde dort nach Kriegsausbruch 1939 eingestellt.
Ab 1940 wurde Bohnacker an das Amtsgericht in Kutno im von den Deutschen annektierten Wartheland abgeordnet und 1941 an das Landgericht Litzmannstadt. Er wurde 1942 zum Amtgerichtsdirektor befördert und kontrollierte alle Urteile im Landgerichtsbezirk. In der Parteiorganisation der NSDAP erhielt er dieselben Positionen wie in Ravensburg und wurde im Dienstrang eines Kreisamtsleiters auch Gauredner. Er erhielt eine Position als Ratsherr in Kutno. Für seinen Einsatz bei der Vertreibung der polnischen Bevölkerung und der Ansiedlung von deutschstämmigen Umsiedlern erhielt Bohnacker das Kriegsverdienstkreuz II. Klasse ohne Schwerter.
Kurz vor Kriegsende wurde Bohnacker an das Landgericht Bamberg versetzt, wo er nach der Kapitulation als ehemaliger Kreisamtsleiter in den Automatischen Arrest der US-Army geriet. Obwohl er Kriegsversehrter war, war er bis Juni 1947 inhaftiert. Einer Auslieferung nach Polen gemäß der Moskauer Deklaration entging er durch Falschangaben.
Bei seiner Entnazifizierung legte er dem Ravensburger Kreisuntersuchungsausschuss für die politische Säuberung eine Fülle von Persilscheinen vor, unter anderem eine Aussage des Litzmannstädter Landgerichtsdirektors Heribert Kandler, der dort als Leiter des NSDAP-Kreispersonalamts Bohnackers NSDAP-Vorgesetzter gewesen war. Beide verschwiegen ihre NSDAP-Funktionen, und die Spruchkammer hatte auch keine Kenntnis der beim ehemaligen Oberlandesgericht Posen archivierten Personalakten, die sich nunmehr in Polen befanden. Bohnacker wurde 1949 nach mehreren Revisionsanträgen als minderbelastet entnazifiziert, durfte aber zwei Jahre lang kein Richteramt ausüben. Ab 1955 war er wieder Richter, zunächst beim Amtsgericht Tettnang und ab 1956 wieder als Landgerichtsrat in Ravensburg. Er versuchte mehrfach mit Eingaben seine Beförderung zum Landgerichtsdirektor zu bewirken und sah sich als Verfolgter der Entnazifizierung an. 1957 wurde in einer Propagandaschrift der DDR aufgedeckt, dass er am Sondergericht im annektierten Hohensalza an zwei Todesurteilen mitgewirkt hatte. Ab 1976 ermittelte die Zentrale Stelle der Landesjustizverwaltungen zur Aufklärung nationalsozialistischer Verbrechen wegen eines weiteren Todesurteils in Hohensalza, Bohnacker konnte sich nicht erinnern, und das Verfahren wurde wegen des Bohnackers Gesundheitszustand eingestellt.

## Dissertation
- Die Frage des Staatsoberhauptes in dem Verfassungsrecht der grösseren deutschen Länder nach der Revolution von 1918 : eine rechtsvergleichende Studie unter Berücksichtigung der Verfassungen Badens, Württembergs, Bayerns, Sachsens und Preussens. Tübingen, Univ., Diss., 1923 Maschinenschr.